# Rosa Raga Gil
Rosa Raga Gil (Catarroja, Horta, 1941) és una editora i activista catalana, fundadora de l'editorial i la llibreria Tres i Quatre.

## Biografia
Filla d'una família de comunistes, i germana de l'advocat Josep Raga Gil, la seva passió de jove són les llengües, especialment l'alemany i l'italià. Tradueix Manuel de Pedrolo a l'alemany i fa de professora del Goethe Institut de Múnic. També col·laborà amb l'editor Max Cahner.
Durant el tardofranquisme, Raga és una persona clau en l'aparell de propaganda clandestí del Partit Socialista Valencià. Bona part dels fulls volants que circulen aquells anys per la Universitat de València passen per les seves mans. En motiu del referèndum sobre la Llei Orgànica de l'Estat de 14 de desembre de 1966, ella serà l'encarregada d'editar i amagar les 300.000 octavetes clandestines d'oposició a la votació que havia preparat el PSV. Un cop es dissol el partit, forma part dels sectors que decideixen optar per la via de l'activisme cultural.
L'any 1968, a les acaballes del franquisme, funda, juntament amb el seu marit, Eliseu Climent, Edicions Tres i Quatre. Aquell mateix anys, tots dos obren, també, la llibreria Tres i Quatre, a la ciutat de València. Durant els anys que estigué al capdavant de la llibreria, va patir diversos atacs territoristes per part de l'extrema dreta. Fou responsable de la llibreria fins que el 2006 la cedí a Acció Cultural del País Valencià.
El 1971 s'implica, també, en la creació del Secretariat de l’Ensenyament de l’Idioma, embrió d'Acció Cultural del País Valencià, que volia formar mestres de català i dur a terme tota mena d'activisme catalanista. Per encobrir les activitats del secretariat del règim, van crear l'Academia de un Solo Profesor, al carrer Moratín 14 de València, en la qual Raga hi constava com a mestra.
Conjuntament amb Climent i Joan Fuster, el 1977 constitueixen Edicions del País Valencià. Serà l'embrió, poc després, del setmanari El Temps, el 1984, de la que en serà editora també amb Climent.